# Aleksandar Radunović
Aleksandar Radunović (in serbo Александар Радуновић?; Zrenjanin, 23 maggio 1980) è un ex calciatore serbo, di ruolo difensore.